# Wisseltruc
Een wisseltruc is een oplichtingstruc waarbij men het slachtoffer wordt in de waan gebracht iets waardevols te kopen maar waarbij vervolgens het waardevolle object op het laatste moment vliegensvlug wordt verwisseld voor een waardeloos object. Men kan het zien als een goocheltruc die gebruikt wordt om mensen op te lichten, vergelijkbaar met balletje-balletje.

## Methode
De oplichter benadert zijn slachtoffer en doet zich voor als straatverkoper met een goed aanbod: bijvoorbeeld een smartphone en een iPad voor een gunstig bedrag. Als het slachtoffer geïnteresseerd is, toont de oplichter de apparaten en laat zien dat ze goed werken. Vervolgens doet hij beide apparaten in hun beschermhoesjes.
Wanneer het slachtoffer wil betalen en zijn apparaten in ontvangst wil nemen wordt deze vervolgens afgeleid; de verkoper doet moeilijk en wil opeens meer geld, of een handlanger klampt het slachtoffer aan. Op dit moment worden de apparaten vliegensvlug omgewisseld voor iets waardeloos van soortgelijke afmetingen en gewicht (bijvoorbeeld tegels), in soortgelijke beschermhoesjes. 
Na de transactie neemt de verkoper de benen voor het slachtoffer de goederen kan inspecteren, en wordt soms geholpen door weer een andere handlanger die het slachtoffer nogmaals afleidt.